# آزمایش ۲۱ گرم

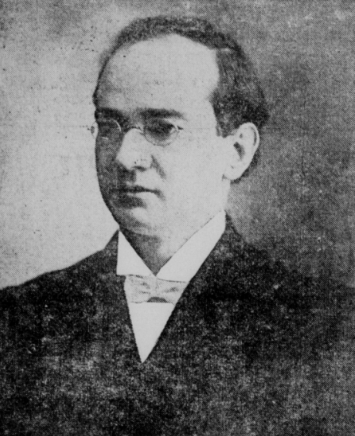
دانکن مک دُگال، تصویر در سال ۱۹۱۱

آزمایش ۲۱ گرم به یک مطالعهٔ علمی اشاره دارد که در سال ۱۹۰۷ توسط دانکِن مَک دُگال، پزشک آمریکایی از ماساچوست منتشر شد. مک دگال روح را دارای وزن فیزیکی فرض کرد و سعی کرد جرم از دست رفته توسط انسان را هنگام خروج روح از بدن اندازه‌گیری کند. وی سعی کرد تغییر جرم شش بیمار را در لحظه مرگ اندازه‌گیری کند. یکی از شش نفر سه چهارم اونس (۲۱٫۳ گرم) وزن از دست داد.
مک دگال معتقد بود آزمایش او باید بارها تکرار شود تا بتوان از آن نتیجه‌گیری کرد. این آزمایش به دلیل اندازه نمونه کوچک و روش‌های مورد استفاده، به‌طور گسترده‌ای مورد انتقاد قرار گرفت. آزمایش مک دگال با وجود رد شدن در جامعه علمی، این مفهوم را که روح دارای وزن است و به‌طور خاص وزن آن ۲۱ گرم است، رواج داد.

## پیش‌زمینه
مفهوم روح، به معنی جنبهٔ غیرمادی انسان، از قرون باستان به این سو ریشه در فلسفه و ادیان داشته، اما حیطهٔ آن از استدلال عقلی و علوم منطقی فراتر نمی‌رفت. ریشه‌های اولیه مفهوم روح در گذشته‌ای دور از دوران ماقبل تاریخ پنهان شده‌است.
افلاطون روح را جوهری پیراسته از جرم، مکان و زمان می‌دانست. او گفت که حتی پس از مرگ، روح وجود دارد و قادر به تفکر است. مفهوم روح در مسیحیت توسط آگوستین و در فلسفه توسط دکارت توسعه یافت. در اسلام، روح نفس را هدایت می‌کند. بعدها فیلسوفانی مانند اسپینوزا، کانت و ابن سینا پیرامون اثبات و چیستی روح بحث کردند، ایدهٔ انسان معلق ابن سینا نیز در این ارتباط است. در دوره‌های جدیدتر، این تصور که روح مادی است بروز پیدا کرد، مثلاً مک دگال معتقد بود بدون وجود مادهٔ اشغال کنندهٔ فضا، شخصیت یا خودآگاهیِ همیشگی پس از مرگ جسمانی غیرقابل تصور است. با این وجود، این ایده که روح از نظر تجربی قابل اثبات باشد هرگز توسط جامعهٔ علمی تأیید نشد. بدین جهت روح را از نظر زیست‌شناسی قابل تحقیق نمی‌دانند، چرا که علوم زیستی زندگی را به عنوان آمیخته‌ای از فیزیک و شیمی ترسیم می‌کند.

## شرح آزمایش
در سال ۱۹۰۱، دانکن مک دگال، پزشکی از هاوِرهیل، شهر کوچکی واقع در ایالت ماساچوست، که می‌خواست از نظر علمی به پاسخ این پرسش برسد که آیا روح دارای وزن است، شش بیمار را در خانه‌های سالمندان شناسایی کرد که مرگ آنان قریب‌الوقوع بود. چهار نفر از آنها مبتلا به سل و یکی به دیابت مبتلا بوده و علت بیماری یکی دیگر نامشخص بود. مک دگال به‌طور خاص افرادی را انتخاب می‌کرد که از فرسودگی جسمی رنج می‌برند، زیرا او نیاز داشت بیماران از نظر جسمی تا هنگام مرگ ثابت بمانند تا اندازه‌گیری وزن به‌طور دقیق انجام شود. وقتی به نظر می‌رسید بیماران نزدیک به مرگ هستند، تخت خواب آنها بر روی ترازوهایی در مقیاس صنعتی با دقت دو دهم اونس (۵٫۶ گرم) قرار می‌گرفت. مک دگال با اعتقاد به این که انسان‌ها روح دارند ولی حیوانات نه، بعدها تغییرات وزن پانزده سگ پس از مرگ را نیز اندازه‌گیری کرد. مک دگال گفت که مایل بود برای آزمایش خود از سگ‌هایی که بیمار یا در حال مرگ هستند استفاده کند، اگرچه نتوانست چنین سگ‌هایی را پیدا کند؛ بنابراین فرض بر این است که او سگ‌های سالم را مسموم کرده‌است.

### نتایج
یکی از بیماران پس از مرگ وزنش کاهش یافت اما سپس دوباره وزن قبلی خود را بازیافت. دو بیمار دیگر، پس از مرگ وزنشان کاهش یافت و تا دقایقی بعد همچنان کاهش وزنشان ادامه داشت. یکی دیگر از بیماران همزمان با زمان مرگ «سه چهارم اونس» (۲۱٫۳ گرم) وزن خود را از دست داد. از میان دو بیمار باقیمانده، مک دگال نتایج یک بیمار را نادیده گرفت زیرا مقیاس‌ها «به خوبی تنظیم نشده بودند»، و به دلیل از دنیا رفتن یک بیمار دیگر در زمانی که تجهیزات هنوز کالیبره نشده بودند، نتایج حاصله از آن را تخفیف داد. مک دگال گزارش داد که هیچ‌یک از سگ‌ها پس از مرگ هیچ گونه وزنی از دست ندادند.
با وجود این که مک دگال معتقد بود که نتایج آزمایش او نشان می‌دهد روح انسان ممکن است وزن داشته باشد، گزارش او که تا سال ۱۹۰۷ منتشر نشده بود، اظهار داشت که آزمایش باید بارها قبل از نتیجه‌گیری نهایی تکرار شود.

## بازخورد

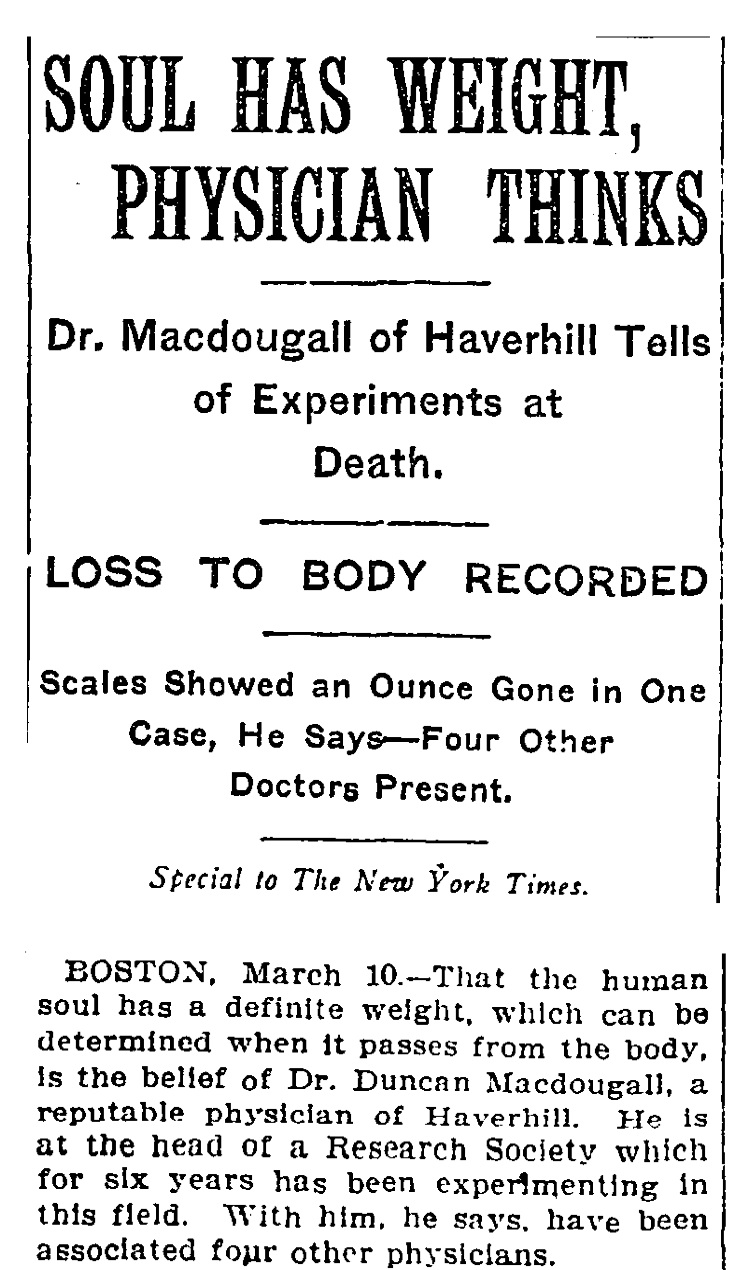
مقاله نیویورک تایمز در ۱۱ مارس ۱۹۰۷

قبل از اینکه مک دگال بتواند نتایج آزمایش‌های خود را منتشر کند، برای اولین بار نیویورک تایمز در مقاله‌ای با عنوان «روح وزن دارد: پزشک فکر می‌کند» پرده از ماجرا برداشت. نتایج مک دگال در آوریل همان سال در مجله انجمن تحقیقات روان‌شناسی آمریکا و مجله پزشکی آمریکایی منتشر شد.

### انتقادات
پس از انتشار آزمایش در مجلهٔ پزشکی آمریکایی، پزشک آگوستوس پی. کِلارک اعتبار این آزمایش را زیر سؤال برد. کلارک متذکر شد که در زمان مرگ، ناگهان دمای بدن افزایش می‌یابد زیرا ریه‌ها دیگر خون را خنک نمی‌کنند و این امر باعث افزایش تعریق می‌شود که به راحتی می‌تواند دلیل از دست دادن ۲۱ گرمِ مورد بحث باشد. کلارک همچنین مدعی شد از آنجا که سگ‌ها غدد عرق ندارند، پس از مرگ به این ترتیب وزن خود را کاهش نمی‌دهند. انتقاد کلارک در شماره مه مجله پزشکی آمریکایی منتشر شد. مشاجره‌های مک دگال و کلارک در مورد صحت این آزمایش حداقل تا دسامبر همان سال در مجله منتشر می‌شد.
آزمایش مک دگال توسط جامعه علمی رد شده‌است و او متهم به روش‌های نادرست و تقلب آشکار در به دست آوردن نتایج خود شده‌است. کارل کروزِنِسکی با اشاره به اینکه تنها داده‌های حاصل از آزمایش یکی از شش بیمار شرکت کننده از این فرضیه پشتیبانی می‌کند، اظهار داشت که این آزمایش یک «گزارش انتخابی» است، زیرا مک دگال اکثر نتایج را نادیده گرفته‌است. کروزنسکی همچنین از اندازهٔ کوچک نمونه انتقاد کرد و پرسید که چگونه مک دگال با توجه به فناوری موجود در آن زمان توانست لحظه دقیق مرگ را تعیین کند. فیزیکدان رابرت پارک نوشته‌است که آزمایش‌های مک دگال «امروزه واجد ارزش علمی تلقی نمی‌شود» و روان‌شناس بروس هود نوشت «از آنجا که کاهش وزن قابل اعتماد یا قابل تکرار نبود، یافته‌های او غیرعلمی بود». ریچارد وایزمن استاد دانشگاه هردفورتشایر انگلستان گفت که در جامعهٔ علمی، این آزمایش محدود است به انبوهی از کنجکاوی‌های علمیِ برچسب خورده با عنوانِ «تقریباً مطمئناً درست نیست».
در مقاله ای که توسط اسنوپس در سال ۲۰۱۳ منتشر شد، آمده‌است که این آزمایش دارای اشکال است زیرا روش‌های مورد استفاده مشکوک است، اندازهٔ نمونه بسیار کوچک است و توانایی اندازه‌گیری تغییرات وزن نیز بسیار مبهم است و نتیجه می‌گیرد: «نباید به این ایده اعتقاد داشت که آزمایش‌های او چیزی را ثابت کرد؛ چه رسد به اینکه وزن روح را ۲۱ گرم اندازه‌گیری کرده باشد.» این مسئله که مک دگال احتمالاً پانزده سگ سالم را در تلاش برای حمایت از تحقیقات خود، مسموم کرده و کشته نیز مورد انتقاد قرار گرفته‌است.

### پس‌آیند
در سال ۱۹۱۱ نیویورک تایمز در گزارشی نوشت که مک دگال قصد داشت آزمایش‌هایی را برای عکس گرفتن از ارواح انجام دهد، اما به نظر نمی‌رسد که تحقیقاتش را در این زمینه ادامه داده باشد و در سال ۱۹۲۰ درگذشت. آزمایش او تکرار نشده‌است.

## آزمایش‌های مشابه
در دسامبر ۲۰۰۱، فیزیکدان لوئیس هُلِندِر جونیور مقاله‌ای در مجلهٔ انجمن اکتشافات علمی منتشر کرد که در آن نتایج آزمایش مشابهی را به نمایش گذاشت. او وزن یک قوچ، هفت میش، سه بره و یک بز را در لحظه مرگ سنجید و به دنبال کشف یافته‌های مورد ادعای مک دگال بود. آزمایش وی نشان داد که هفت میش بالغ هنگام مرگ دچار تغییر وزن می‌شوند، هرچند وزن خود را از دست نمی‌دهند، بلکه وزنشان به مقدار ۱۸ تا ۷۸۰ گرم افزایش می‌یابد، که با گذشت زمان این وزن از بین می‌رود تا به وزن اولیه خود بازگردند. در سال ۲۰۰۹، آزمایش هلندر جونیور در همان مجله توسط ماسایوشی ایشیدا مورد بررسی انتقادی قرار گرفت. ایشیدا دریافت که اظهارات هلندر در مورد افزایش وزن گذرا «بیان مناسبی از نتایج تجربی نیست»، اگرچه او اذعان داشت «علت وقوع نیرو همچنان باید توضیح داده شود». او همچنین اختلال احتمالی سکوی توزین را در دو مورد محتمل دانست.
به همین ترتیب، پزشک جرارد ناهِم، با الهام از تحقیقات مک دگال، در سال ۲۰۰۵ آزمایشی را متعاقباً پیشنهاد کرد: استفاده از مجموعه ای از آشکارسازهای الکترومغناطیسی جهت تلاش برای جمع‌آوری هر نوع انرژی فرّار در لحظه مرگ. او پیشنهاد داد ایده خود را به بخش‌های مهندسی، فیزیک و فلسفه در دانشگاه ییل، استنفورد و دانشگاه دوک و همچنین کلیسای کاتولیک بفروشد، اما او را رد کردند.

## در فرهنگ عامه
آزمایش مک دگال علی‌رغم آن که به عنوان یک حقیقت علمی رد شد، این ایده را رواج داد که روح دارای وزن است و به‌طور خاص وزن آن ۲۱ گرم است. به عنوان برجسته‌ترین اثر که به این موضوع پرداخت، می‌توان به ۲۱ گرم فیلم محصول ۲۰۰۳ اشاره کرد که در نام خود نیز به این آزمایش اشاره دارد.
مفهوم روح با وزن ۲۱ گرم در رسانه‌های متعددی ذکر شده‌است، از جملهٔ آنها شمارهٔ ۲۰۱۳ مجله مانگا و انیمه گانتز، شماره ۲۰۱۳ پادکست به نایت وِیل خوش‌آمدید، و فیلم امپراتوری اجساد محصول ۲۰۱۵ را می‌توان نام برد. آهنگ‌هایی نیز با اشاره به وزن روح، با عنوان «۲۱ گرم» نام گذاری شدند که توسط نیکی هیتون (۲۰۱۵)، فدز (۲۰۱۵)، گروه متال‌کور آگوست قرمز می‌سوزد (۲۰۱۵) و گروه هیپ هاپ ثاندِمِنتالز (۲۰۱۷) منتشر شدند. تراویس اِسکات در آهنگ بدون تماشاچی، که در سال ۲۰۱۸ منتشر شد به این مفهوم اشاره می‌کند. مک دگال و آزمایش‌هایش به صراحت در فیلم مستند Beyond and Back ساخته ۱۹۷۸ و قسمت پنجم از فصل اول سریال مسائل تاریک: پیچیده اما واقعی ذکر شده‌است. یک دانشمند آمریکاییِ داستانی به نام «آقای مک دگال» در رمان بی‌روح نوشته گِیل کاریگِر در سال ۲۰۰۹ به عنوان یک متخصص در سنجش و اندازه‌گیری وزن ارواح ظاهر می‌شود.